# Mettius
Pour l’article ayant un titre homophone, voir Metius.
Mettius est un prénom latin en emploi avant les temps romains et peut-être aux premiers jours de la République de Rome, devenu obsolète au Ier siècle av. J.-C.. Son féminin est Mettia. 
Le patronyme gens Mettia en est dérivé. Depuis, le nom persiste rarement et est sporadiquement abrégé,,.

## Historique
On doit le prénom Mettius à deux individus des temps les plus reculés de l'histoire romaine. Mettius Curtius, un guerrier sabin, a combattu sous Titus Tatius durant le règne de Romulus, fondateur et premier roi de Rome. Champion Sabin, il frôle la noyade lors d'une bataille en terrain marécageux. Mettius Fufetius commandait les forces d'Albe la Longue contre Rome durant le règne de Tullus Hostilius, troisième roi de Rome. Sa vaillante défense de la cité contre la destruction lui valut d'être exécuté de manière brutale par ordre d'Hostilius une fois la cité prise.
Mettius, comme d'autres rares appellations, pourrait avoir été répandu parmi la plèbe et en campagne. Outre les Curtii et Fufetii, on sait que le prénom appartenait aussi à la méconnue gens Scuilia, et doit également avoir été en usage chez les ancêtres de la gens Mettia.

### Origine et signification
En raison de l'origine à la fois sabine et latine des deux Mettius, le prénom pourrait s'avérer commun aux deux langues, et d'autant plus ancien. Son étymologie demeure inaccessible, mentionnée ni par Varro ni par Festus, Chase n'ayant rien avancé à son propos. Scullard rapproche le prénom du mot toscan meddix, prétendu équivalent du latin magister. Cela voudrait dire que Mettius appartiendrait à une classe de prénoms incluant les prénoms étrusques Arruns et Lars, dérivés respectivement des mots prince and seigneur,.
Malgré la faible quantité de cas latins répertoriés, les Étrusques semblent avoir emprunté le prénom Mettius, sous la forme Metie,.